# Una 44 Magnum per l'ispettore Callaghan
Una 44 Magnum per l'ispettore Callaghan (Magnum Force) è un film poliziesco statunitense del 1973 diretto da Ted Post.
Il film è il seguito de Ispettore Callaghan: il caso Scorpio è tuo! e il secondo film della fortunata serie dedicata all'ispettore Harry Callaghan. Il titolo fa riferimento alla pistola Smith & Wesson modello 29 calibro .44 Magnum, ovvero l'arma preferita da Callaghan.

## Trama
Quattro agenti, appena usciti dalla scuola di polizia e che prestano servizio come motociclisti della polizia stradale, sono tiratori scelti che hanno deciso di imporre la propria legge contro un sistema giudiziario che perdona troppe volte i criminali, decidendo di farsi giustizia da soli e uccidendoli uno ad uno. Il loro vero nemico è il sistema giudiziario, lo stesso che Harry ha giurato di proteggere, nonostante ne riconosca i limiti.
Dopo che uno dei quattro è perito in uno scontro a fuoco con alcuni criminali, Harry dovrà vedersela con gli altri tre rimasti, che gli offriranno invano di passare dalla loro parte. Tornando a casa, l'ispettore trova una bomba nella cassetta della posta, ma riesce a disinnescarla. Il suo collega, invece, l'ispettore Smith, cade nel mortale tranello. Harry contatta il tenente Neil Briggs, suo superiore diretto, che si reca a casa di Callaghan per esaminare la bomba. Harry e il tenente si dirigono verso l'ufficio, ma Briggs disarma Harry, lo sequestra e gli rivela di essere lui a capo dei poliziotti motociclisti.
Riuscito a neutralizzare Briggs e uno dei motociclisti, Harry si rifugia al porto dentro una portaerei in disuso, la ex USS Rabaul, mentre gli altri due agenti assassini lo inseguono. Dopo aver neutralizzato anche gli ultimi due poliziotti, Harry si accinge a risalire sull'auto di Briggs quando quest'ultimo riappare, malconcio, puntandogli contro la pistola. Harry, però, riesce ad attivare il temporizzatore (timer) della bomba e la lascia cadere sul sedile posteriore dell'auto. Intenzionato a incastrare Harry per gli omicidi, Briggs riparte con l'auto, ma questa esplode dopo poche decine di metri. Harry gli rivolge la stessa frase già pronunciata più volte nel corso della pellicola: «Ogni uomo dovrebbe conoscere i propri limiti».

## Produzione
La sceneggiatura dell'episodio è affidata agli sceneggiatori John Milius (noto per Apocalypse Now) e Michael Cimino (il regista de Il cacciatore).

## Distribuzione
Negli Stati Uniti il film incassò quasi 45 milioni di dollari, facendo meglio del primo film della serie e piazzandosi al sesto posto tra i film con il maggior incasso del 1973.